# Segestria nipponica
Espèce
Synonymes
- Segestria komatsuana Komatsu, 1939

Segestria nipponica est une espèce d'araignées aranéomorphes de la famille des Segestriidae.

## Distribution
Cette espèce est endémique du Japon.

## Étymologie
Son nom d'espèce lui a été donné en référence au lieu de sa découverte, le Japon.

## Publication originale
- Kishida, 1913 : Japanese spiders (8). Kagaku-sekai, vol. 8, p. 40-43.